# La Véritable Histoire des Krashmonsters
Les Krashmonsters est une série de bande dessinée humoristique publiée par Soleil Productions.
Cette série a la particularité d'être réalisée par quatre dessinateurs. Les personnages sont répartis entre Guillaume Bianco et Olivier Dutto. Les décors et les robots sont dessinés par Adrien Floch. Didier Tarquin s'occupe du scénario et du storyboard ainsi que de la touche finale pour que les décors et les personnages aient un air de famille. 

## Synopsis
L'action se situe à Manayork city. Un savant sadique et fou y déclenche une invasion de mouches guerrières Tsé-tsé. Heureusement, une nouvelle bande de justiciers veille.

## Personnages
- Parker Théobald : Expert technico-tacticien.
- Parker Stiky : Expert en sport extrême.
- White Wina : Experte en technique d'évasion.

## Albums
- La Véritable Histoire des Krashmonsters, Soleil Productions, coll. « Start » :

1. Mosca Argnus Siestae, 2002  (ISBN 2-84565-235-6).

### Lien web
- « Krashmonsters », sur bedetheque.com.